# 로버트 슐러
로버트 해럴드 슐러(Robert Harold Schuller, 1926년 9월 16일 ~ 2015년 4월 2일)는 미국의 텔레비전 선교사, 목사이다. 1970년에 시작한 텔레비전 방송 '권능의 시간'으로 대중에게 알려졌다. 긍정의 힘을 전파한 대부이자 번영신학의 기초석을 놓은 목회자였다.

## 생애
슐러는 1926년 미국 아이오와주 알튼(Alton)에서 태어났다. 그는 홉 대학에서 공부하였다. 1950년 웨스턴 신학교에서 신학 석사학위를 받고 그는 미국의 개혁파 교회(RCA) 목사로 임명되었다. 그는 캘리포니아주 가든그로브로 이주하기 전에는 리버 데일, 일리노이주의 아이반호 개혁파 교회에 있었다. 슐러는 1955년, 드라이브인 영화관에 가든그로브 커뮤니티 교회를 열었다. 또한 영화관에서 약 4마일(약 6km)이나 되는 300석의 예배실을 지었다. 후에 그가 지은 수정교회는 아들인 로버트 A. 슐러에게 세습되었고 아들이 사임한 후에, 그의 딸인 실라 슐러 콜맨이 관리하다가 몰락하였다. 교회당 건물은 로마 카톨릭교회에 팔렸고, 그의 딸이 임대하여 예배를 한다.

## 목회방법
크리스탈 교회는 동부에서 서부로 맨손으로 이주한 Robert Schuller 목사가 1955년에 설립했다. 당시 미국은 세계 제 2차 대전에서 승리하고 모든 면에서 하루가 다르게 성장하고 발전하여 자신만만하던 시기였다. 전쟁을 통해 발전한 군수산업이 일반산업으로 전환하면서 미국인들의 생활과 사고에 획기적인 변화를 가져왔다. 특별히 자동차 산업이 발전하여 1950년대 중반에 이르러서는 거의 모든 집에 자동차가 한 대씩 보급될 정도였고 이에 따라서 자동차 문화가 크게 발달했다. 이때 젊은 로버트 슐러 목사는 전통적인 교회를 탈피하고 당시 유행하던 커다란 야외 자동차 극장을(drive-in-theater: 자동차를 탄 채 영화를 보는 곳) 빌어 예배를 드리는 신개념 교회를 시작했다. 젊은 슐러 목사의 아이디어는 적중하여 많은 사람들이 최첨단 문화인 야외 자동차 교회로(drive-in-church: 자동차를 탄 채 예배드리는 곳) 모여 들었다.
이후부터 슐러 목사는 늘 새로운 아이디어를 내어 놓았고 그때마다 그는 기존 패러다임을 뛰어넘는 히트를 쳤다. 1970년 그는 최초로 방송설교를 시작했고 1977년 바닥을 제외한 전면을 10,664장의 유리로 덮은 현재의 수정교회당을 건축했다. 천문학적인 큰돈이 들어간다는 것은 당시 미국인들로서는 큰 문제가 아니었다. 그것이 세계 최고이고 최첨단으로 미국인의 콧대를 높이는 것이라면 도전하고 성취했던 시대였다. 헐리우드가
그러했고 디즈니랜드도 그 시대의 산물이다. 슐러 목사도 마침내 세계 유일의 예배당을 건축해 내었다. 매 주일 그는 세계 최고 설교자들을 초청했고 영화배우, 운동선수, 미술가, 음악가, 사업가, 군인, 소설가, 노벨상 수상자 등 각 분야에서 최고를 달성한 명사들을 간증자로 세웠다. 최고 파이프 오르간을 설치하여 최고 오르간니스트를 반주자로 초청하여 최고 지휘자를 세워 최고 찬양대를 만들어 최고 음악을 선사했다. 매년 부활절과 크리스마스 때는 호화 무대를 만들어 화려한 음악과 드라마를 공연하여 최고의 명성을 얻었다. 그리하여 크리스탈 교회는 1만 명의 교인들로 하여금 불가능이 없는 세계 최고 명품교인들로 자부하도록 만들었다.

## 같이 보기
- 번영신학